# Chambley-Bussières
Chambley-Bussières è un comune francese di 609 abitanti situato nel dipartimento della Meurthe e Mosella nella regione del Grand Est.

## Società

### Evoluzione demografica
Abitanti censiti